# 김수연 (수영 선수)
김수연(1995년 5월 19일 ~ )은 대한민국의 수영 선수이다.